# Erinoma (luna)
Erinoma (grško Ερινομη: Erinóme) je Jupitrov naravni satelit (luna). Spada med  nepravilne lune z retrogradnim gibanjem. Je članica Karmine skupine Jupitrovih lun, ki krožijo okoli Jupitra v razdalji od 23 do 24 Gm in imajo naklon tira okoli 165°. 
Luno Erinomo je leta 2001 odkrila skupina astronomov, ki jo je vodil Scott S. Sheppard z Univerze Havajev. Prvotno so jo označili kot S/2000 J 4. Znana je tudi kot Jupiter XXV. Ime je dobila leta 2002 po Erinomi (ljubica Jupitra) iz rimske mitologije .
Luna Erinoma ima premer okoli 3 km in obkroža Jupiter v povprečni razdalji 23,279.000  km. Obkroži ga v  728  dneh 12  urah  in 14 minutah po tirnici, ki ima naklon tira okoli 164° glede na ekliptiko oziroma 162° na ekvator Jupitra. 
Njena gostota je ocenjena na 2,6 g/cm3, kar kaže, da je sestavljena iz kamnin. 
Luna izgleda zelo temna, ima odbojnost 0,04. Njen navidezni sij je 22,8 m.